# Christoph Pütthoff
Christoph Pütthoff (* 14. Oktober 1980 in Essen) ist ein deutscher Schauspieler, Hörspiel- und Synchronsprecher.

## Leben
Nach dem Abitur im Jahr 2000 am Elsa-Brändström-Gymnasium (Oberhausen) und anschließendem Zivildienst begann Christoph Pütthoff 2001 eine Schauspielausbildung an der Bayerischen Theaterakademie August Everding und schloss diese im Jahr 2005 als Diplomschauspieler ab.
Von 2005 bis 2009 war Christoph Pütthoff Ensemblemitglied am Schauspielhaus Bochum und wurde 2008 mit dem Bochumer Theaterpreis als bester Nachwuchskünstler ausgezeichnet.
Seit 2009 ist er fest am Schauspiel Frankfurt engagiert.
Christoph Pütthoff ist verheiratet und lebt mit Ehefrau und zwei Kindern in Frankfurt am Main.

## Werke

### Filmographie (Auswahl)
- 2013: Der späte Vogel[3]
- 2017: Tatort: Murot und das Murmeltier
- 2020: Isi & Ossi
- 2021: Tatort: Murot und das Gesetz des Karma
- 2021: Check out[4]
- 2023: Tatort: Erbarmen. Zu spät.

### Hörspiele (Auswahl)
Die ARD-Hörspieldatenbank enthält für den Zeitraum von 2010 bis 2022 insgesamt 34 Datensätze, bei denen Christoph Pütthoff als Sprecher geführt wird.
- 2010: Martin Walser: Ein liebender Mann (Herr de Ror) – Regie: Ulrich Lampen (Hörspielbearbeitung – HR/Deutschlandradio)
- 2011: Michael Nolden: Amok – Regie: Robert Schoen (Original-Hörspiel – SWR)
- 2018: Astrid Litfaß: Nächtliche Passagen mit einem Wolf – Regie: Iris Drögekamp (Originalhörspiel – SWR)
- 2018: Viviane Koppelmann, Leonhard Koppelmann: Märchen & Verbrechen: Die Brüder Grimm – Akte 01: Der Fall „Räuberbräutigam“ (3 Teile) (Ferdinand Grimm/Thijs Verbeek) – Regie: Viviane Koppelmann (Originalhörspiel, Kriminalhörspiel – HR)
- 2019: Jane Austen: Northanger Abbey (2 Teile) (Diener) – Bearbeitung und Regie: Silke Hildebrandt (Hörspielbearbeitung – HR/Der Hörverlag)
- 2019: Christopher Isherwood: Leb wohl, Berlin! (3 Teile) (Zeitungsjunge) – Regie: Leonhard Koppelmann (Hörspielbearbeitung – HR/Der Hörverlag)
- 2022: Antonia Michaelis:    Die Amazonas-Detektive (Verschwörung im Dschungel. Kinder verfolgen Umweltverbrecher in Brasilien) – Regie: Robert Schön (Hörspielbearbeitung, Kinderhörspiel – HR/WDR)

### Theaterarbeiten (Auswahl)
| Jahr | Titel                              | Autor                       | Rolle                                                                                                   | Regisseur                   | Theater                                                                |
| ---- | ---------------------------------- | --------------------------- | --- | --------------------------- | ---------------------------------------------------------------------- |
| 2006 | Dantons Tod                        | Georg Büchner               | Camille Desmoulins                                                                                      | Thomas Thieme               | Schauspielhaus Bochum                                                  |
| 2006 | Schändung                          | Botho Strauß                | Der Knabe Lukas / Mutius / Lucius                                                                       | Elmar Goerden               | Schauspielhaus Bochum                                                  |
| 2006 | Afterdark                          | Haruki Murakami             | Tetsuya Takahashi                                                                                       | Holger Weimar               | Schauspielhaus Bochum                                                  |
| 2007 | Emilia Galotti                     | Gotthold Ephraim Lessing    | Battista                                                                                                | Tina Lanik                  | Schauspielhaus Bochum                                                  |
| 2007 | Der Alptraum vom Glück             | Justine del Corte           | | Elmar Goerden               | Schauspielhaus Bochum, Premiere bei den Ruhrfestspielen Recklinghausen |
| 2007 | Wie es euch gefällt                | William Shakespeare         | Orlando de Boys                                                                                         | Elmar Goerden               | Schauspielhaus Bochum                                                  |
| 2008 | Das Produkt                        | Mark Ravenhill              | | Hans Dreher                 | Schauspielhaus Bochum                                                  |
| 2008 | Einer flog über das Kuckucksnest   | Dale Wasserman              | Dr. Spivey                                                                                              | Jorinde Dröse               | Schauspielhaus Bochum                                                  |
| 2008 | Endspiel                           | Samuel Beckett              | Clov | Christian Tschirner         | Schauspielhaus Bochum                                                  |
| 2008 | Der Kaufmann von Venedig           | William Shakespeare         | Prinz von Arragon / Bassanio                                                                            | Elmar Goerden               | Schauspielhaus Bochum                                                  |
| 2008 | Das Haus der vielen Zungen         | Jonathan Garfinkel          | Alex | Kristo Šagor                | Schauspielhaus Bochum                                                  |
| 2009 | Marigold                           | Burghart Klaußner           | Chris                                                                                                   | Burghart Klaußner           | Schauspielhaus Bochum                                                  |
| 2009 | Das weite Land                     | Arthur Schnitzler           | Demeter Stanzides                                                                                       | Dieter Giesing              | Schauspielhaus Bochum                                                  |
| 2009 | Phädra                             | Jean Racine                 | Hippolytos                                                                                              | Oliver Reese                | Schauspielhaus Bochum                                                  |
| 2011 | Der nackte Wahnsinn                | Michael Frayn               | Roger Tramplemain                                                                                       | Oliver Reese                | Schauspiel Frankfurt                                                   |
| 2013 | Der Idiot                          | Fjodor Dostojewski          | Lukjan Timofejewitsch Lebedjew                                                                          | Stephan Kimmig              | Schauspiel Frankfurt                                                   |
| 2013 | Der talentierte Mr. Ripley         | Patricia Highsmith          | Tom Ripley                                                                                              | Bastian Kraft               | Schauspiel Frankfurt                                                   |
| 2014 | Ein Traumspiel                     | August Strindberg           | | Philipp Preuss              | Schauspiel Frankfurt                                                   |
| 2014 | Der Zwerg reinigt den Kittel       | Anita Augustin              | Doktor Klupp                                                                                            | Bettina Bruiner             | Ruhrfestspiele Recklinghausen, Schauspiel Frankfurt                    |
| 2015 | Das Spiel ist aus                  | Jean-Paul Sartre            | Pierre Dumaine                                                                                          | Alexander Eisenach          | Schauspiel Frankfurt                                                   |
| 2015 | Macbeth                            | William Shakespeare         | Duncan, König von Schottland                                                                            | Dave St-Pierre              | Schauspiel Frankfurt                                                   |
| 2015 | Schöne neue Welt                   | Aldous Huxley               | Bernard Marx                                                                                            | Jorinde Dröse               | Schauspiel Frankfurt                                                   |
| 2015 | Die Geschichte vom Franz Biberkopf | Alfred Döblin               | Pums / Richter / Wirt                                                                                   | Stephanie Mohr              | Schauspiel Frankfurt                                                   |
| 2016 | Schuld und Sühne                   | Fjodor Dostojewski          | Raskolnikow                                                                                             | Bastian Kraft               | Schauspiel Frankfurt                                                   |
| 2016 | Struwwelpeter                      | Heinrich Hoffmann           | Hans-guck-in-die-Luft                                                                                   | Rainald Grebe               | Schauspiel Frankfurt                                                   |
| 2016 | Der kalte Hauch des Geldes         | Alexander Eisenach          | Sheriff Logan                                                                                           | Alexander Eisenach          | Schauspiel Frankfurt                                                   |
| 2017 | Willkommen in Deutschland          | Tony Kushner                | Vealtninc Husz                                                                                          | Katrin Plötner              | Schauspiel Frankfurt                                                   |
| 2017 | Das siebte Kreuz                   | Anna Seghers                | Mann 1                                                                                                  | Anselm Weber                | Schauspiel Frankfurt                                                   |
| 2018 | Der alte Schinken                  | Nele Stuhler, Jan Koslowski | Elisabeth »Medi« Kolatschny-Mandelbaum                                                                  | Nele Stuhler, Jan Koslowski | Schauspiel Frankfurt                                                   |
| 2018 | Der kleine dicke Ritter            | Robert Bolt                 | Ritter Oblong von Oblong                                                                                | Fabian Gerhard              | Schauspiel Frankfurt                                                   |
| 2019 | Sklaven leben                      | Konstantin Küspert          | | Jan-Christoph Gockel        | Schauspiel Frankfurt                                                   |
| 2019 | Peer Gynt                          | Henrik Ibsen                | von Eberkopf / arabischer Mann / Patient (Akt 4), Schiffsbesatzung / Dorfbewohner / Knopfgießer (Akt 5) | Andreas Kriegenburg         | Schauspiel Frankfurt                                                   |
| 2019 | 1994 – Futuro Al Dente             | Nele Stuhler, Jan Koslowski | Funki                                                                                                   | Nele Stuhler, Jan Koslowski | Schauspiel Frankfurt                                                   |
| 2020 | Die Orestie                        | Aischylos                   | Diener / Chor                                                                                           | Jan-Christoph Gockel        | Schauspiel Frankfurt                                                   |
| 2020 | Mephisto                           | Klaus Mann                  | | Claudia Bauer               | Schauspiel Frankfurt                                                   |
| 2021 | Nach Mitternacht                   | Irmgard Keun                | Silias / Betty Raff / Schnellrichter                                                                    | Barbara Bürk                | Schauspiel Frankfurt                                                   |
| 2021 | Yvonne, die Burgunderprinzessin    | Witold Gombrowicz           | Kammerherr                                                                                              | Mateja Koležnik             | Schauspiel Frankfurt                                                   |